# Poljane pri Žužemberku
Poljane pri Žužemberku – wieś w Słowenii, w gminie Žužemberk. W 2018 roku liczyła 25 mieszkańców.